# Erismanthus obliquus
Erismanthus obliquus là một loài thực vật có hoa trong họ Đại kích. Loài này được Wall. ex Müll.Arg. mô tả khoa học đầu tiên năm 1866.